# Fuad Aslanov
Pour les articles homonymes, voir Aslanov.
Fuad Aslanov est un boxeur azerbaïdjanais né le 2 janvier 1983 à Sumqayit.

## Carrière
Aux Jeux olympiques d'été de 2004, il combat dans la catégorie des poids mouches et remporte la médaille de bronze,